# Sarron
Sarron – miejscowość i gmina we Francji, w regionie Nowa Akwitania, w departamencie Landy.
Według danych na rok 1990 gminę zamieszkiwały 92 osoby, a gęstość zaludnienia wynosiła 24 osób/km² (wśród 2290 gmin Akwitanii Sarron plasuje się na 1084. miejscu pod względem liczby ludności, natomiast pod względem powierzchni na miejscu 1496.).